# Jones 1
Jones 1 ist ein planetarischer Nebel im Sternbild Pegasus. Er wurde von Rebecca Jones 1941 entdeckt. Sein lichtschwaches visuelles Erscheinungsbild ähnelt der Ultraviolettaufnahme.